# 마스터 가드너
《마스터 가드너》(영어: Master Gardener)는 2022년 제작된 미국의 범죄 스릴러 영화이다. 폴 슈레이더가 감독과 각본을 맡았다. 제79회(2022년) 베네치아 영화제에서 전 세계 최초로 상영되었다.

## 줄거리
나벨 로스는 부유한 미망인 해버힐 여사가 소유한 아름다운 그레이스우드 정원의 꼼꼼한 원예사다. 과거의 그림자에 시달리는 그는 일상적인 일지와 정원 가꾸기의 세밀한 부분에서 위안을 찾는다. 해버힐 여사는 로스에게 자신의 조카 손녀인 마야를 정원 관리 견습생으로 받아들이라고 지시한다. 마야가 결국 정원을 물려받아 "가족"이 소유하도록 하기 위해서다. 처음에는 훈련에 저항하고 해버힐 여사와의 관계도 불편하지만, 마야와 로스는 점차 가까워진다. 마야가 마약상에게 폭행을 당하자 로스는 과거 자신의 연줄을 이용해 위협한다. 마야는 로스를 유혹하려 하지만, 로스는 자신의 문신을 숨기기 위해 옷을 벗으려는 마야를 거부한다. 해버힐 여사는 로스가 마야의 방에서 나오는 것을 보고 그들을 해고한다. 로스와 마야는 함께 떠나기로 결심하고, 마야의 아파트에 들러 그녀가 마지막으로 마약을 한 후 로스는 마약상과 그의 친구를 위협한다.
여행 중에 로스는 마야에게 마음을 열기 시작하고, 모텔 방에서 셔츠를 벗으며 자신의 백인 우월주의 문신을 드러낸다. 그는 한때 백인 우월주의자였고, 흑인 목사의 아내와 딸을 살해하라는 명령을 거부한 후 증인 보호 프로그램에 들어간 것이다. 마야가 문신을 지울 것인지 묻자 로스는 그러겠다고 답하고 그날 밤 처음으로 관계를 맺는다. 얼마 후 로스는 정원이 훼손되었다는 전화를 받는다. 마야는 마약상과 그의 친구의 보복이라고 짐작한다. 로스는 해버힐 여사를 찾아가 그녀가 집을 지키기 위해 사용하던 총을 빼앗는다. 그날 밤, 로스와 마야는 총을 쏘며 파티를 벌이던 마약상 일당을 찾아가 응징한다. 로스는 마야에게 총을 주며 그들을 죽이라고 하지만 마야는 그러지 않고, 로스는 그들의 다리를 부러뜨린다.
로스는 그레이스우드 정원으로 돌아가 해버힐 여사에게 세 가지 조건을 제시한다. 아버지의 권총을 돌려주고, 정원을 아름답게 복원하며, 그와 마야가 "부부로서" 함께 살 것이라는 것이다. 해버힐 여사는 이를 "외설적"이라고 부르지만 로스를 향해 총을 겨눴지만 총알이 없음을 알고 결국 그들을 보내준다. 로스와 마야는 정원 오두막의 현관에서 춤을 춘다.

## 출연
- 조엘 에저턴 - 나블 로스
- 시거니 위버 - 노마 해버힐
- 퀸테사 스윈델 - 마야
- 에두아르도 로산 - 하비에르
- 에리카 애슐리 - 매기
- 릭 코즈닛 - 스티븐 콜린스
- 빅토리아 힐 - 이저벨
- 에이미 리 - 제이닌
- 이사이 모랄레스 - 오스카 네루다